# خوسيه إيسلاس
خوسيه إيسلاس (بالإسبانية: José Islas)‏ هو لاعب كرة قدم مكسيكي في مركز الدفاع، ولد في 12 مارس 1985 في Yahualica de González Gallo ‏ في المكسيك. لعب مع نادي كيريتارو.